# Allotrichia succinica
Allotrichia succinica is een fossiele soort schietmot uit de familie Hydroptilidae.